# Feddema's plas
De Feddema's plas is een natuurgebied aan de Ommelanderzeedijk (de zeedijk) in de gemeente Het Hogeland, provincie Groningen.
De plas is een in 1924 gegraven gat, dat is ontstaan toen bleek dat bij het indijking van de Julianapolder te weinig klei voor de bekleding van de dijk aanwezig was. Het waterschap kocht een gedeelte van het eigendom van de heer Feddema, om de klei hiervan te gebruiken. Het ontstane gat liep vol water, waarna men het aan zijn lot over liet. Hierdoor ontstond een waardevol natuurgebiedje.
De plas was tot 1994 eigendom van het waterschap Hunsingo, die het in dat jaar schonk aan de stichting Het Groninger Landschap.